# Peperomia pumila
Peperomia pumila är en pepparväxtart som beskrevs av Philipp Filip Maximilian Opiz. Peperomia pumila ingår i släktet peperomior, och familjen pepparväxter. Inga underarter finns listade i Catalogue of Life.